# أكرنة

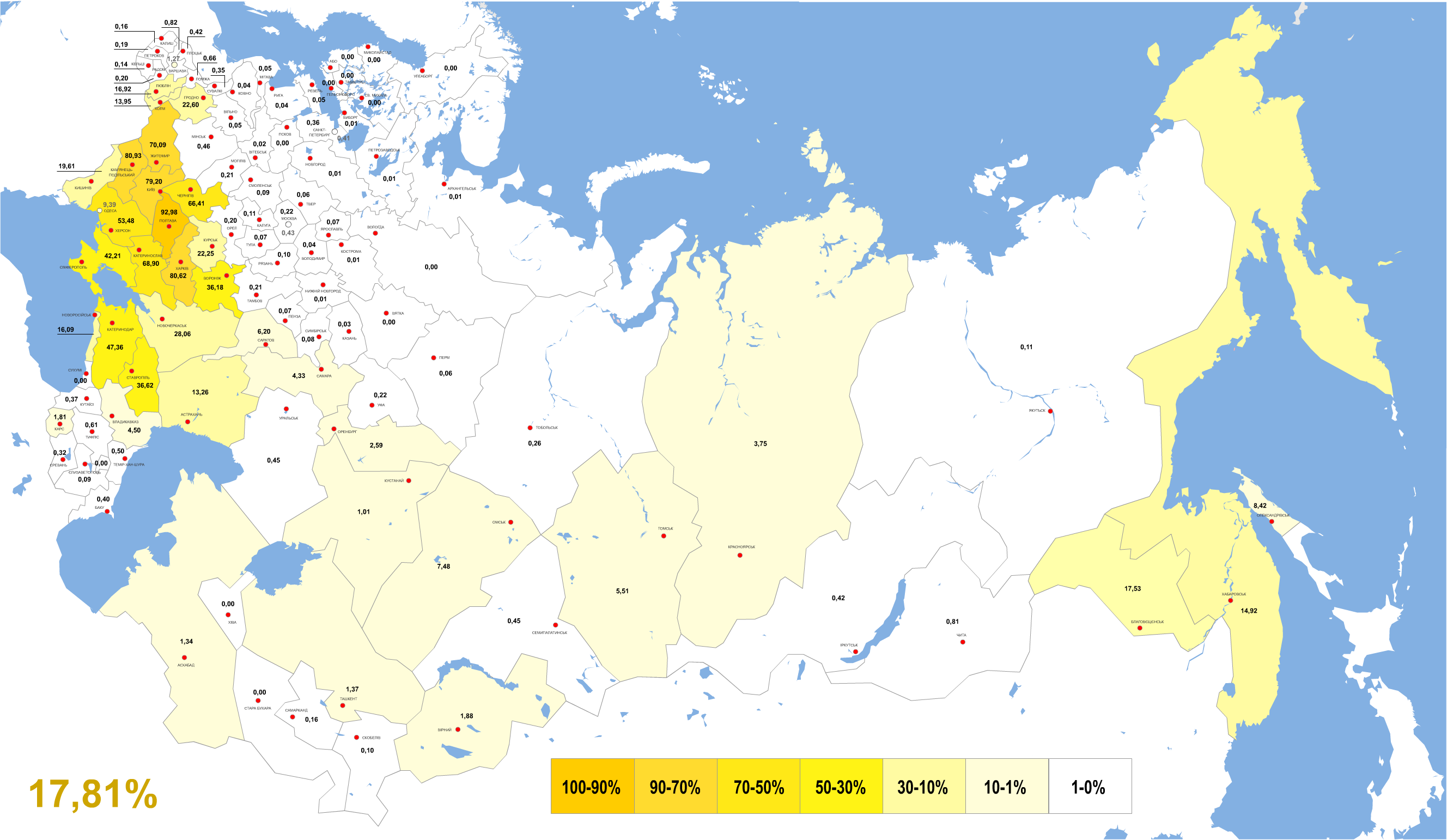

الأكرنة (بالأوكرانية: українізація) هي سياسة تهدف لزيادة استخدام، وتسهيل، وتطوير اللغة الأوكرانية، وتعزيز عناصر الثقافة الأوكرانية الأخرى في مختلف مجالات الحياة العامة كالتعليم، والنشر، والدين، والحكومة. ويُستخدم المصطلح أيضاً لوصف عملية قبول الثقافة واللغة الأوكرانيتان من قبل غير الأوكرانيين أو الأوكرانيون المتروسون كلغة وثقافة لهم.
يُستخدم المصطلح بصورةٍ بارزة لسياسة التأصيل السوفييتية في عشرينيات القرن العشرين، والتي كانت تهدف لتقوية السلطة السوفييتية في إقليم أوكرانيا السوفييتية وروسيا السوفييتية. نُفذت سياسات الأكرنة بأشكالٍ مختلفة في فتراتٍ مختلفة في تاريخ أوكرانيا في القرن العشرين، بالرغم من وجود أهداف مختلفة إلى حدٍ ما وفي سياقاتٍ تاريخية مختلفة.
غالباً ما يُشار إلى الأكرنة على أنها استجابة ووسائل استجابة لتبعات سياسات الاستيعاب السابقة التي هدفت إلى قمع أو حتى القضاء على اللغة والثقافة الأوكرانيتين من معظعم مجالات الحياة العامة، معظم الأحيان سياسة الترويس في زمن الإمبراطورية الروسية والاتحاد السوفييتي، وكذلك البولنة والرومنة في بعض مناطق غرب أوكرانيا.
بدأت حكومة أوكرانيا بعد الاستقلال باتباع سياسة للأكرنة لزيادة استخدام اللغة الأوكرانية، وعدم تشجيع اللغة الروسية، التي تم التخلص منها تدريجياً من نظام التعليم في الدولة، والحكومة، و التلفزيون الرسمي، والبرامج الإذاعية، والأفلام. حتى 2017 منح قانون التعليم العائلات الأوكرانية (الوالدان وأولادهم) الحق لاختيار لغتهم الأصلية للمدارس وللدراسة. ولكن تم تطوير هذا القانون في 2017 لجعل اللغة الأوكرانية اللغة الأساسية في التعليم في كل المدارس.
في التأريخ الغربي، يشير مصطلح الأكرنة إلى سياسة وما ينتج عنها من إجبار الأقليات العرقية التي تعيش في المناطق الأوكرانية للتخلي عن هويتهم العرقية عن طريق استيعاب الثقافة واللغة الأوكرانيتين قسرياً. خلال فترة ما بعد الحرب العالمية الثانية، سُبقت هذه العملية في أوكرانيا السوفييتية عملية طرد أقليات عرقية والاستيلاء على تراثهم الثقافي.